# Marjolein Houweling
Marjolein Sam Houweling (Rotterdam, 1958) is een Nederlands schrijfster en dichter.
Houweling schreef de boeken Het Droomteam, Ik was een Samoerai, Andermans Ogen en Niemandsland. Ook heeft ze, samen met Bernadette de Wit, het boek Ondernemende Vrouwen samengesteld. Daarin komen vrouwen aan het woord die een eigen bedrijf gestart zijn.
Houweling is redacteur geweest van de Diva, een Nederlands lesbisch tijdschrift. Verder maakte ze zich sterk voor de positie van (lesbische) vrouwen in Nederland. Haar boek Het Droomteam beschrijft bijvoorbeeld het verhaal van vrouwen die tot het uiterste gaan om hun dromen waar te maken.